# 凯萨瓦达斯·阿丘唐·奈尔
拿督凯萨瓦达斯·阿丘唐·奈尔（英語：Kesavadas Achyuthan Nair，1959年6月11日—），马来西亚政治人物、民主行动党党员。曾于2019年5月至2022年3月担任森美兰州上议院议员，并自2022年4月起再次出任该职位。